# Cirrhitidae
Cirrhitidae é uma família de peixes da subordem Percoidei, superfamília Cirrhitoidea.

## Géneros
Existem 12 géneros:
- Amblycirrhitus (Gill, 1862)
- Cirrhitichthys (Bleeker, 1857 )
- Cirrhitops (Smith, 1951)
- Cirrhitus (Lacepède, 1803)
- Cristacirrhitus (Randall, 2001)
- Cyprinocirrhites (Tanaka, 1917 )
- Isocirrhitus (Randall, 1963)
- Itycirrhitus (Randall, 2001)
- Neocirrhites (Castelnau, 1873)
- Notocirrhitus (Randall, 2001)
- Oxycirrhites (Bleeker, 1857)
- Paracirrhites (Bleeker, 1874)